# Montorio al Vomano
Montorio al Vomano es un municipio situado en el territorio de la provincia de Teramo, en Abruzos (Italia).

## Demografía
| Gráfica de evolución demográfica de Montorio al Vomano entre 1861 y 2001 |
|                                                                          |
| Fuente ISTAT - elaboración gráfica de Wikipedia                          |